# Bingola

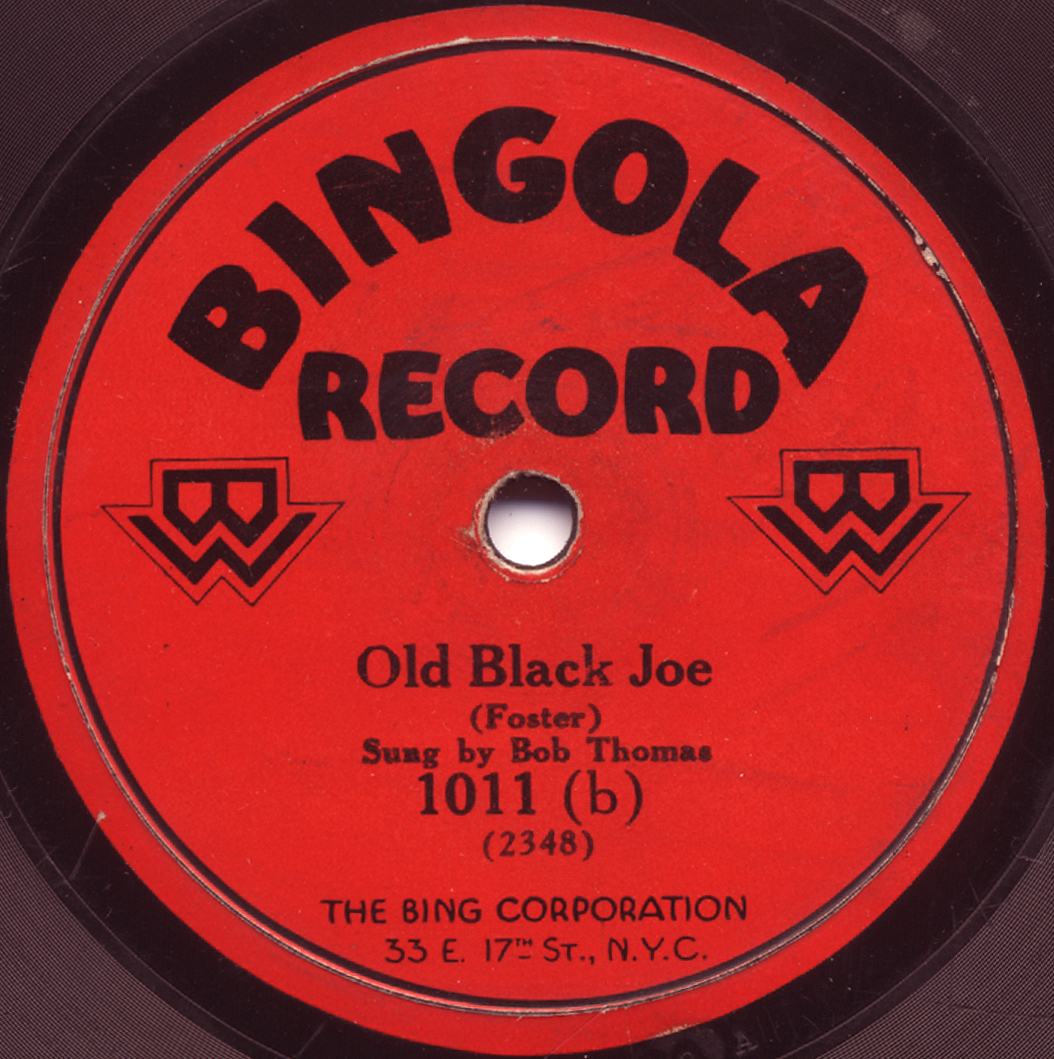
Etiketten till Bingola nr 1011. "Bob Thomas" är en pseudonym, eventuellt för Arthur Fields.

Bingola var ett amerikanskt skivmärke producerat av det Bostonbaserade skivbolaget Grey Gull.
Bingola är en av de mest kortlivade och sällsynta av Grey Gulls många etiketter. Den inregistrerades som varumärke i oktober 1927 och producerades omkring 1927-1928 för The Bing Corporation i New York, vilket var den amerikanska grenen av det tyska företaget Bing Werke vorm. Gebrüder Bing AG i Nürnberg. Bing Corporation handlade med diverse hushållsgods, och hade 1925 introducerat ett eget grammofonmärke kallat "Bingophone".
De fåtaliga utgåvorna på Bingola är hämtade från ordinarie Grey Gull-matriser och numrerade i en 1000-serie, vilken dock inte överensstämmer med katalognumren på Grey Gulls flesta övriga etiketter. Endast ett fåtal skivor tycks ha utgivits. Referenslitteratur angav länge 1008 som det högsta kända katalognumret, men 2008 sålde 78-varvarauktionsfirman Nauck's Vintage Records en Bingola med katalognummer 1011 (se bild).